# St. Nikolaus (Speyer)
Die Kirche St. Nikolaus in Speyer war eine romanische Kirche, die 1456 im Stil der Gotik umgebaut und im 19. Jahrhundert abgerissen wurde.

## Geschichte und Gebäude

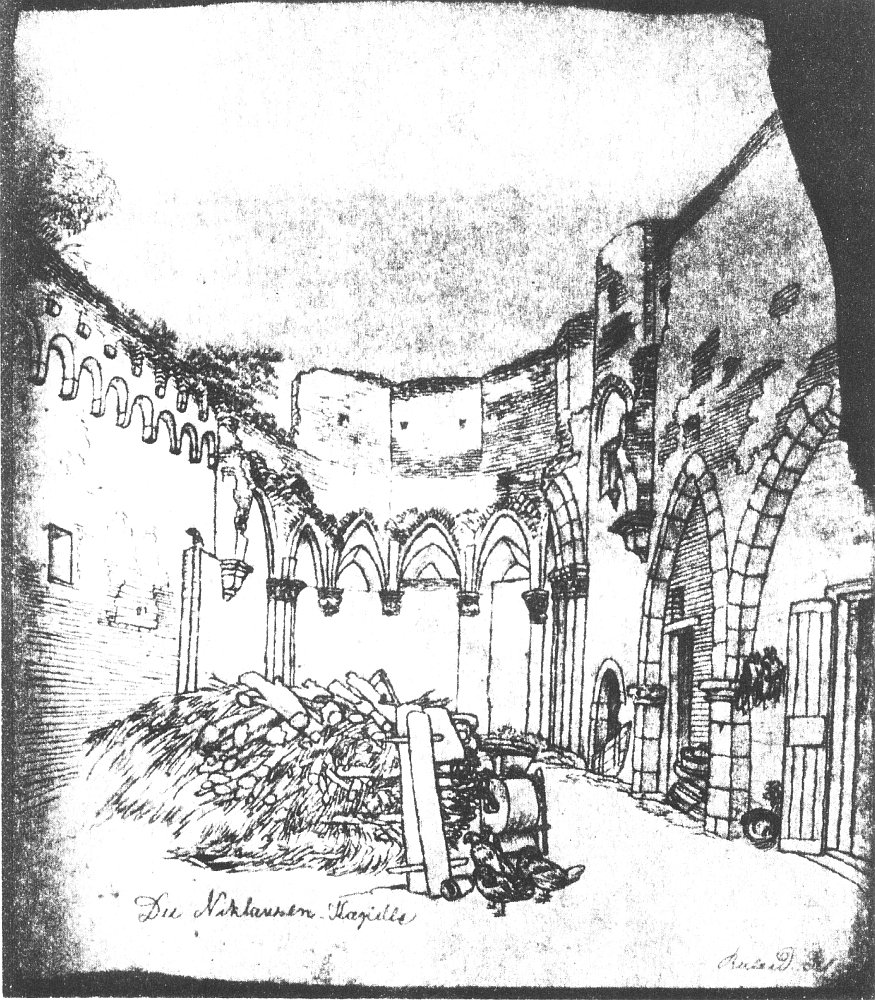
Innenansicht der Ruine; Zeichnung von Johannes Ruland

Die Kirche St. Nikolaus (Nikolauskapelle) stand am Platz der heutigen Antikenhalle, leicht nördlich vom Chorbereich des Domes in unmittelbarer Nachbarschaft zur Bischofspfalz. Sie ist ab 1242 urkundlich fassbar und  existierte bereits als Bischof Konrad von Eberstein dem Rektor der Kirche in jenem Jahr einen Bauplatz überließ, um daneben ein Seelsorgerhaus zu bauen.
In der Nähe des Rheines bzw. des Hafens gelegen war die Kirche auch Zunftkirche der Speyerer Rheinkaufleute, Schiffbauer und Schiffer mit dem entsprechenden Nikolauspatrozinium. Bischof Reinhard von Helmstatt begann 1456 mit einem gotischen Neubau der Nikolauskapelle. Im Inneren war der Hauptaltar dem Hl. Nikolaus geweiht, der Nebenaltar dem Hl. Pantaleon. Ab dem Jahr 1571 diente die Kirche den in der Nähe wohnenden Jesuiten als Ort für Predigten und Gottesdienste, wobei sie sich sehr bald als zu klein erwies, weshalb sie 1598 die Christophoruskapelle samt der angrenzenden Alten Dompropstei erhielten und dort zunächst eine eigene Kirche und später auch das Jesuitenkollegium errichteten. Die Nikolauskapelle fiel schließlich dem Stadtbrand von 1689 zum Opfer, wurde Ruine und verfiel. Beim Bau der Antikenhalle 1825 riss man die immer noch stattlichen Reste des Gebäudes ab.
Nach erhaltenen Ansichten aus dem 19. Jahrhundert handelte es sich um eine geostete romanische, teilweise gotisierte Kirche, an deren Chor-Südseite ein spitz behelmter Turm angebaut war, der in den Untergeschossen noch romanische Stilmerkmale aufwies. Vor ihm stand südlich das kleine Pfarrhaus. An der Südseite des Langhauses scheint sich der Haupteingang befunden zu haben. Dort befand sich offenbar auch ein kleines Seitenschiff oder ein Eingangsvorbau.
Nordwestlich der Anlage, wo heute eine Treppe zwischen Antikenhalle und Friedrich-Spee-Haus zur Sonnenbrücke hinabführt, stand der nach der Kapelle benannte Nikolaus- oder Domstaffelturm der Stadtbefestigung. Die Treppe lag genau im Untergeschoss des Turmes und führte zur Sonnenbrücke, die ursprünglich – ebenfalls nach der Kapelle – Nikolausbrücke hieß. Heute erinnert an das Speyerer Gotteshaus die Nikolausgasse, die einstige Verbindung von Treppe und Kloster St. Magdalena. Der Bereich zwischen Brücke und St. Magdalena wurde, wohl noch im Mittelalter, nach dem nahegelegenen Gasthaus Zur Sonne in Sonnengasse umbenannt, so dass die Nikolausgasse an der Sonnenbrücke endet.